# Seleucosorus punctatissimus
Seleucosorus punctatissimus is een keversoort uit de familie Hybosoridae. De wetenschappelijke naam van de soort is voor het eerst geldig gepubliceerd in 1861 door Reiche. Zijn originele combinatie luidde Hybosorus punctatissimus. P.J. Kuijten heeft bij een revisie van het geslacht Hybosorus in 1983, een nieuw geslacht Seleucosorus opgericht voor deze soort, gemotiveerd door de verschillen tussen deze soort en de andere soorten van Hybosorus. S. punctatissimus komt voor in Syrië en Turkije.